# Mawenzhena nitida
Mawenzhena nitida är en skalbaggsart som beskrevs av Ma 1990. Mawenzhena nitida ingår i släktet Mawenzhena och familjen Cetoniidae. Inga underarter finns listade i Catalogue of Life.